# Grosso modo
La locuzione latina grosso modo (scritta anche grossomodo) viene usata nel senso di circa, o approssimativamente. L'espressione proviene dal latino medievale, con il significato letterale di "in modo grossolano"; è attestata in francese dal 1566 e in italiano dal 1566-67.